# Taça Intercontinental de Hóquei em Patins de 2012
A Taça Intercontinental de Hóquei em Patins de 2012 foi a 12ª edição da Taça Intercontinental de Hóquei em Patins organizada pela FIRS, disputada entre os vencedores da Liga Europeia de Hóquei em Patins 2011/12, Hockey Club Liceo, e do Campeonato Sul-Americano de Clubes de Hóquei em Patins de 2011, Club Atlético Huracán.

## Jogo
| 13 de Novembro de 2012 | Hockey Club Liceo | 6-4 | Club Atlético Huracán                                                                                           | Palacio de los Deportes de Riazor, Corunha              |
| 17:00 (GMT)            | 1-0 Josep Lamas 2' 1ªP 2-0 Josep Lamas 3' 1ªP 3-0 Jordi Bargalló 4' 1ªP 4-0 Josep Lamas 16' 1ªP 5-0 Toni Pérez 17' 1ªP 6-0 Eduard Lamas 8' 2ªP |     | 6-1 Juan Pablo Glaría 13' 2ªP 6-2 Pablo Cabañuz 14' 2ªP 6-3 Pablo Cabañuz 16' 2ªP 6-4 Juan Pablo Glaría 23' 2ªP | Público: 4 000 Árbitro: Daniel Villar e Rubén Fernández |

| Vencedores Taça Intercontinental 2012 |
| Espanha                               |
| HOCKEY CLUB LICEO 5º Título           |